# Eternal Prisoner
Eternal Prisoner – trzeci album studyjny niemieckiego gitarzysty heavymetalowego Axela Rudiego Pella. Wydawnictwo ukazało się 1 października 1992 roku nakładem wytwórni muzycznej Steamhammer.
Nagrania zostały zrealizowane i zmiksowane między czerwcem a wrześniem 1992 roku w RA.SH Studio w Gelsenkirchen we współpracy z Ullim Pösseltem. Mastering odbył się w DMS Studios w Gelsenkirchen. Jest to pierwsze wydawnictwo nagrane z wokalistą Jeffem Scottem Soto jak i ostatnie z udziałem keyboardzisty Kaia Raglewskiego. Soto oprócz śpiewania współtworzył także większość utworów na płycie wraz z Axelem.

## Lista utworów
Opracowano na podstawie materiału źródłowego.
1. "Streets of Fire" – 5:08
2. "Long Time" – 4:15
3. "Eternal Prisoner" – 7:32
4. "Your Life (Not Close Enough to Paradise)" – 5:05
5. "Wheels Rolling On" – 4:46
6. "Sweet Lil' Suzie" – 7:12
7. "Dreams of Passion" (utwór instrumentalny) – 4:33
8. "Shoot Her to the Moon" – 4:36
9. "Ride the Bullet" – 4:16

Muzykę i teksty napisali Axel Rudi Pell i Jeff Scott Soto, z wyjątkiem utworów "Eternal Prisoner", "Your Life (Not Close Enough to Paradise)" i "Dreams of Passion", które napisał Pell.

## Twórcy
Opracowano na podstawie materiału źródłowego.
| - Volker Krawczak – gitara basowa - Axel Rudi Pell – gitara, produkcja - Jörg Michael – perkusja - Kai Raglewski – instrumenty klawiszowe - Jeff Scott Soto – śpiew - Oliver Recker – chórki (w utworach "Shoot Her to the Moon" i "Ride the Bullet") - Martin Fernkorn – chórki (w utworach "Shoot Her to the Moon" i "Ride the Bullet") | - Michael Lorant – chórki (w utworach "Shoot Her to the Moon" i "Ride the Bullet") - Andreas Schöwe – chórki (w utworach "Shoot Her to the Moon" i "Ride the Bullet") - Martin Hesselbach – perkusja (w utworze "Sweet Lil' Suzie") - Thomas Erkelenz – chórki (w utworach "Shoot Her to the Moon" i "Ride the Bullet"), dodatkowy inżynier dźwięku, dodatkowy miks - Ulli Pösselt – produkcja, inżynier dźwięku, miks - Ulf Horbelt – mastering - Michael Bussmann – zdjęcia - Marc Klinnert – okładka |